# 17024 Costello
17024 Costello è un asteroide della fascia principale. Scoperto nel 1999, presenta un'orbita caratterizzata da un semiasse maggiore pari a 2,4329693 UA e da un'eccentricità di 0,0669458, inclinata di 5,34023° rispetto all'eclittica.